# آنتونیو اسکاری
آنتونیو اَسکاری (به انگلیسی: Antonio Ascari) (زادهٔ ۱۵ سپتامبر ۱۸۸۸ در بونفرارو، ایتالیا، درگذشتهٔ ۲۶ ژوئیهٔ ۱۹۲۵ در پاریس، فرانسه) قهرمان مسابقات اتومبیل‌رانی گراند پری اهل ایتالیا بود.
اسکاری، که فرزند یک تاجر ذرت بود، در منطقهٔ ونتوی ایتالیا، و در نزدیکی منتووا متولد شد. او شرکت در بالاترین سطوح مسابقات اتومبیل‌رانی را در سال ۱۹۱۹ با استفاده از یک خودروی فیات ارتقاء یافتهٔ مدل ۱۹۱۴ در ایتالیا آغاز کرد. اسکاری در کنار انزو فراری در اولین مسابقهٔ تارگا فلوریو که پس از جنگ جهانی اول در سال ۱۹۱۹ برگزار شد، شرکت کرد، اما با توجه به تصادف و سقوط به یک درهٔ عمیق، که به شکستن استخوان اگن او منجر شد، موفق نشد تا این مسابقه را به پایان برساند. بدشانسی او در سال‌های ۱۹۲۰ و ۱۹۲۱ نیز ادامه داشت، تا اینکه در سال ۱۹۲۲ موفق به کسب یک مقام چهارم شد. در آوریل ۱۹۲۳، اسکاری که با یک خودروی آلفا رومئو برای ویتوریو جانو در مسابقات تارگا فولیو مسابقه می‌داد، با کسب مقام دوم و واگذاری مقام قهرمانی مسابقه به هم‌تیمی خود در تیم آلفا رومئو، یوگو سیووچی، باخت ملایمی را تجربه کرد. با این حال در ماه بعد در کرمونا او موفق شد اولین قهرمانی گراند پری خود را بدست آورد. در سال ۱۹۲۴، و در اولین مسابقهٔ خودروهای پی۲، او دوباره برندهٔ مسابقهٔ کرمونا شد، و سپس به مونتزا رفت و در آنجا نیز برندهٔ گراند پری ایتالیا شد.
سال ۱۹۲۵ برای آنتونیو سال خوبی بود؛ خودروی خودروی او پیشتاز رقابت در پیست اسپا-فرانکورشان بود و او در نهایت برندهٔ مسابقهٔ افتتاحیهٔ شد که اولین مسابقهٔ برگزار شده در پیست اسپا بود.

## مرگ
آنتونیو اسکاری در سن ۳۶ سالگی، و در حالی که با یک خودروی آلفا رومئو پی۲ در پیست جدید مونتیری در جنوب پاریس پیشتاز گراند پری ۱۹۲۵ فرانسه بود، کشته شد. او در راه بیمارستان در پاریس، از شدت جراحات وارده درگذشت. آلبرتو فرزند آنتونیو اسکاری، که در زمان مرگ او هفت ساله بود، بعداً و در اوایل دههٔ ۱۹۵۰ به یکی از ستارگان مسابقات فرمول یک بدل شد.

## نگارخانه

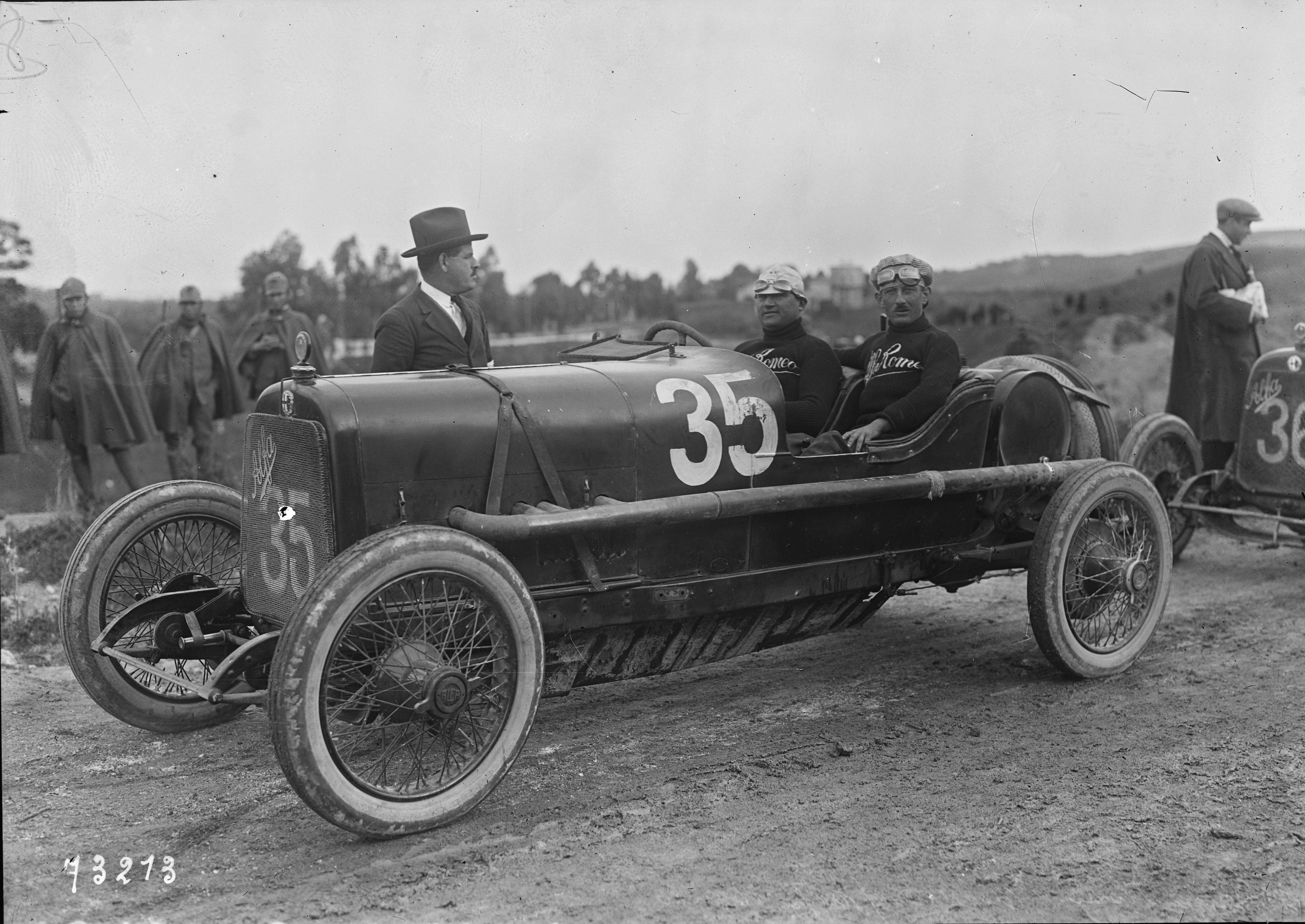
اسکاری در آلفا رومئو ۲۰-۳۰ ئی‌اس در مسابقهٔ تارگا فلوریو، سال ۱۹۲۱
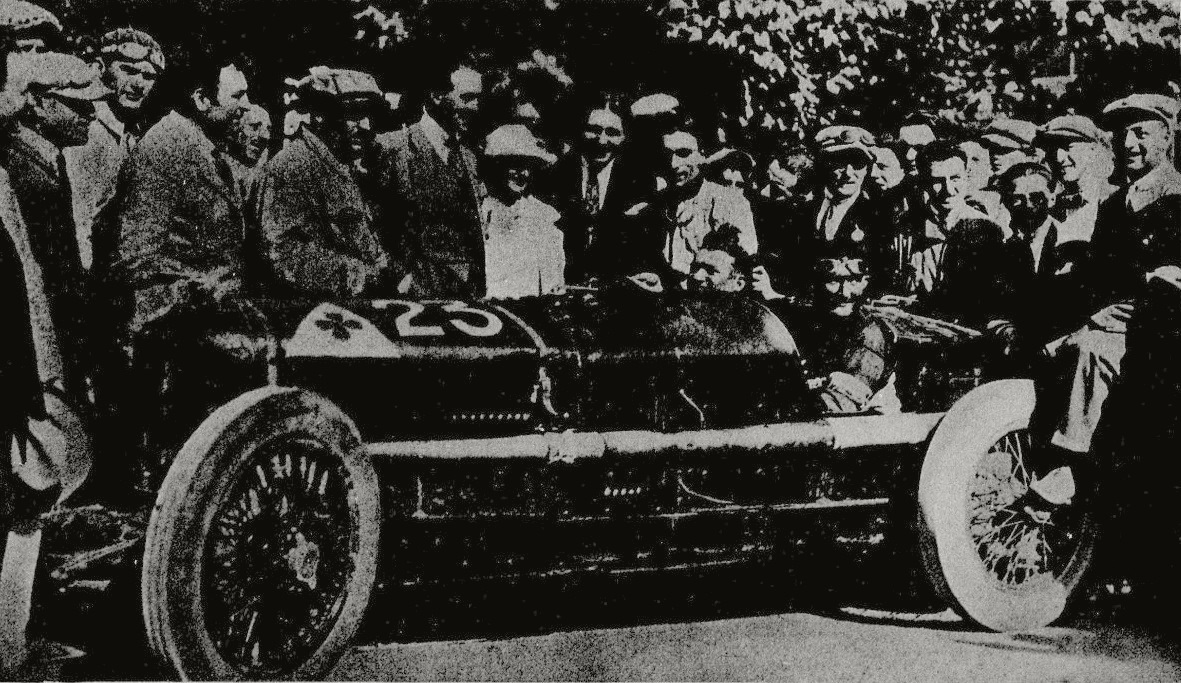
در کرمونا، سال ۱۹۲۴
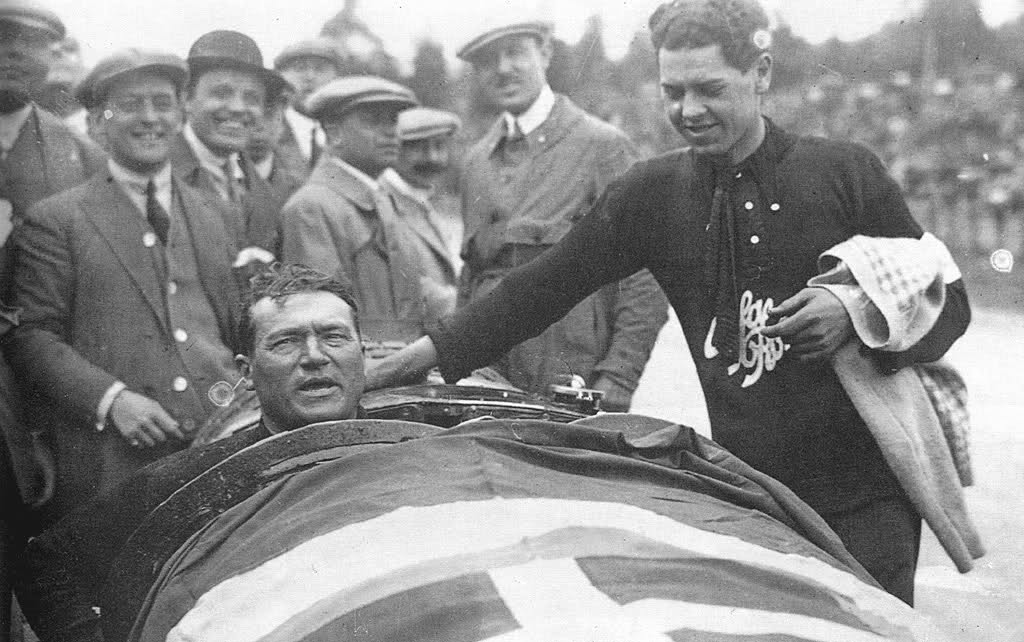
در گراند پری بلژیک، سال ۱۹۲۵